# ティロル (架空の衛星)
ティロル（Tirol）は、竜の子プロダクション製作の『超時空要塞マクロス』・『超時空騎団サザンクロス』『機甲創世記モスピーダ』 の3作品をハーモニーゴールド USA（Harmony Gold USA）社がライセンス取得、同一世界の異なる時代と世代を描いた、連続する一つの大河（サーガ）物語として翻案、再編集されたロボテック・シリーズに登場する架空の天体（ガス惑星の衛星）。

## 概要
衛星ティロル（Tirol）は、ゾル人ことロボテック・マスターズ（Robotech Masters）と彼ら種族の支配者達、また彼らの優れた生体工学によって製造された戦闘種族ゼントラーディ人（Zentraedi）の基幹艦隊の組織された原初の世界。（母星）
彼らは「ヴァリヴェール」(Valivarre)恒星系に幾多の植民星を構築した後も、衛星ティロルを出自とする種族の意味である『ティロリアン』（Tirolian）の通称で、同星系の他の種族、太陽系の第三惑星人（地球人）やインビッドを始めとする他の異星生命体から呼称される。
衛星ティロルは、南十字星(RA 12h4.2m、Dec -62.12)の星座方向に地球から1,812パーセク離れて位置する12の惑星を持つ「ヴァリヴェール」(Valivarre) 恒星系の第四惑星であり、 豊富な鉱物資源を有する巨大な環 (天体)を持つ青緑から紫の帯域幅の分光スペクトルを持つガス惑星（木星型惑星）「ファントマ」(Fantoma)から遠く離れている第3の月（衛星）である。
彼らの支配的文化民族「ティレジアン」（Tiresian）が打ち立てた「テイレシア」 は、衛星ティロルの惑星（衛星）政府の所在地、つまり星都（首都）で、その星の統治機能を有する、ピラミッド状の元々共和制時には議会堂であった帝政の支配者達の居城の大広間（Great hall）を持つ。
ライラック（Rylac）と呼ばれている「テイレシア」（Tiresia）から遠くない辺境の採鉱植民居留地もある。
敢えて地球の建築物に例えるならば、衛星ティロルの建築様式は、ギリシアローマ風（Greco-Roman Style）であるように見える。

## 歴史要約
衛星ティロルは、クーデターにより共和制議会を廃止し帝政を打ち建てたゾル人こと『ロボテック・マスターズ（Robotech Masters）/日本語訳「支配達」』（以後『支配達』と表記を省略。）の帝国の権力の座であった。
ゾア・デリルダ（Zor Derelda）は、プロトカルチャー（資源）の「マトリックス（子宮体）」を秘密裏に搭載したシアン・マクロス級・ネームシップ（≒1番艦）「Macross」を支配達の濫用から保護するために他の恒星系に放逐した。
このため、支配達はインビッド（Invid）との長きに亘る戦争に関する戦局の優勢を可能とするために、まず手始めにプロトカルチャー（資源）の「マトリックス（子宮体）」供給を捕える最後の見込みを以って、既に暴走を引き起こしていながらも彼らの僕（しもべ）としての忠誠を未だかろうじて維持していた戦闘種族ゼントラーディ人（Zentraedi）のとある基幹艦隊を、彼らの既知のこの宇宙に関する情報源に基づいて『テラン恒星系（太陽系）』に差し向けたが、これらの試みはゼントラーディ（Zentraedi）第118基幹艦隊司令官ドルザ（Dolza）（Supreme Commander of Zentraedi Armada " Dolza "）の怠慢（neglect）と、太陽系の第三番惑星の居住異星人によって捕獲され、彼ら異星人の独自の技術で単艦にしては強大な兵力に改修強化（変形機構 / トランスフォーメーション）された「SDF-1 Macross（超時空要塞艦「マクロス」）、更には艦長やLisa Hayes（リサ・ハイエス）（早瀬未沙）を始めとする幹部乗組員の機知によるダイダロス・アタックを始めとする奇抜な戦術とリン・ミンメイの歌による文化的衝撃による混乱を利用したリン・ミンメイ作戦により失敗する。
「インビッド（Invid）」による差し迫った侵入の脅威を目前にして、ここに至りこれまで自らが出向く危険性を回避していたゾル人こと『ロボテック・マスターズ（Robotech Masters）/ 支配達』は、ついに自らの艦隊を率いてこれらの資源の回復のために地球圏に向けて出発する。
彼らの艦隊の衛星「ティロル」（Tirol） 出発の後に残された者達は、戦闘意欲に駆り立てられた「インビッド（Invid）」によって一部の抵抗を別にして、大勢的には比較的容易に占領された。
地球統合軍およびサザンクロス軍より分離し、海軍と航空宇宙軍出身者を主な母体として樹立された、独立した軍事組織遠征艦隊軍（Expeditionary Force）（Robotech Expeditionary Force AD.2022 - AD.2044）が衛星「ティロル」（Tirol ） に到着したとき、留守を任されていた民は、かなりの老人か、或いは思春期前期の男女の児童、 虚弱者、事故死や戦・病死、出奔による欠落者の発生した不完全な三人組（クローニングによる一卵性三つ子、一卵性三生児）、つまり兵役に適さない者達が後に残され、弱体化した彼らの組織では「インビッド（Invid）」の攻撃性に対して防御することが不可能だった。
支配達と「外交交渉」と「ディベート」による問題解決を当初の目的として出発した遠征艦隊軍（Expeditionary Force）（Robotech　Expeditionary Force AD.2022 - AD.2044）が、到着の結果として生じた人類（ヒューマノイド）を敵とみなす「インビッド（Invid）」との交戦と前世紀のノルマンディー上陸作戦以来の大規模な占領地解放会戦の後に、支配達が先の大戦（The Second Robotech War）で全てが死亡したことを契機として、彼らティロリアン（Tirolian）は、地球型流儀の民主主義に基づく後継政府を樹立した。